# Астериадис, Агинор
Агинор Астериадис  (греч. Αγήνωρ Αστεριάδης; 1898, Лариса — 17 декабря 1977, Афины) — греческий художник, иконописец и гравер. Представитель, так называемого, «Поколения тридцатых» греческой живописи.

## Биография
Агинор Астериадис родился в фессалийском городе Лариса в 1898 году. Семья его происходила из группы сулиотов, которые после турецких гонений перебрались около 1860 года в фессалийский город Амбелакия. Один из них, Анастасиοс Астериадис, поселился в Ларисе и открыл бакалейную лавку, где основным предметом торговли были целебные травы. В 1890 году у Анастасия принял дела его племянник, Костас Астериадис (1856—1908), аптекарь, выпускник Афинского университета, который преобразовал лавку в современную аптеку.
У Костаса Астериадиса и его жены Екатерины Дритса (1866—1931), из знатной семьи острова Идра, было 6 мальчиков. Отец, поклонник греческой древности, дал (почти) всем древние имена: Агамемнон (1895—1953), Агисилаос (см. Агесилай I или Агесилай II) (1897—1959), Агинор (см. Агенор), Анаксагор (1900—1902), Вирон (см. Байрон, Джордж Гордон) (1901—1932), Пигмалион (1905—1981).
Будучи ещё учеником начальной школы, Агинор учился живописи у местного художника Христоса Памеркуриу, которому принадлежит юношеский портрет Астериадиса (1915).
В 1910 году Агинор переселился в Афины и поселился у сестёр матери. В столице Агинор окончил гимназию и продолжил уроки живописи с Эрато Аспрогерака, супруги художника Николаоса Аспрогеракаса.

## Школа Изящных Искусств
В 1915 году Астериадис поступил в Афинскую школу изящных искусств, где с 1915 по 1921 годы учился живописи у Георгия Ройлоса, Георгия Яковидиса, Спиридона Викатоса и Павлоса Матьопулоса. 
В Школе Астериадис подружился с Спиросом Василиу, с которым в последующие годы расписывал церкви, иллюстрировал книги, а также с А. Поликандриотисом, М. Витсори, А. Василикьотисом и уже известными художниками Константином Малеасом и Димитрисом Йолдасисом. 
С последним Астериадис, с 1923 года, совместно содержал ателье в афинском районе Плака, у подножия Акрополя. 
С. Василиу впоследствии писал о студенте Астериадиасе: 
«Мы увидели тогда в первый раз художника, который повернулся спиной к официальной теме заданной учителем и нарисовал стену, двор, дверь двора, широкими яркими мазками, что-то очень странное для той эпохи». 
Во время учёбы Астериадис познакомился с Аспасией, сестрой своей сокурсницы Мины Колетти. Аспасия (1902-1970) происходившая из рода И. Колеттиса, впоследствии стала его женой. 
В период 1920-1921 Астериадис был мобилизован и принял участие в малоазийском походе греческой армии. Свидетельствами его участия стали немногочисленные сохранившиеся картины художника, среди которых «Мечеть Айдына» и рисунки. 
Греческая армия одержала победу над турками при Эскишехире, но турки отошли к Анкаре. Греческая армия продолжила наступление, но не смогла взять Анкару и в порядке отошла назад за реку Саггариос. Как писал греческий историк Д.Фотиадис, «тактически мы победили, стратегически мы проиграли». Греческое правительство удвоило подконтрольную ему территорию в Малой Азии, но возможностями для дальнейшего наступления не располагало. Одновременно, не решив вопрос с греческим населением региона, правительство не решалось эвакуировать армию из Малой Азии. Фронт застыл на год. Часть призывников, среди которых был и Астериадис, была демобилизована. 
Астериадис вернулся в Афины и окончил «Школу» в 1921 году. 
Его записки-дневник выражают горечь и разочарование о периоде учёбы в «Школе» и, в особенности, о процедуре дипломных экзаменов, когда работы студентов были оставлены экзаменационной комиссией на столе в порядке убывания оценки, а 2 работы, одна из них Астериадиса, демонстративно были оставлены на полу. 
В том же году художник организовал персональную выставку в своей родной Ларисе. Критика отметила в его работах «гармонию в свете и цвете».

## Межвоенные годы

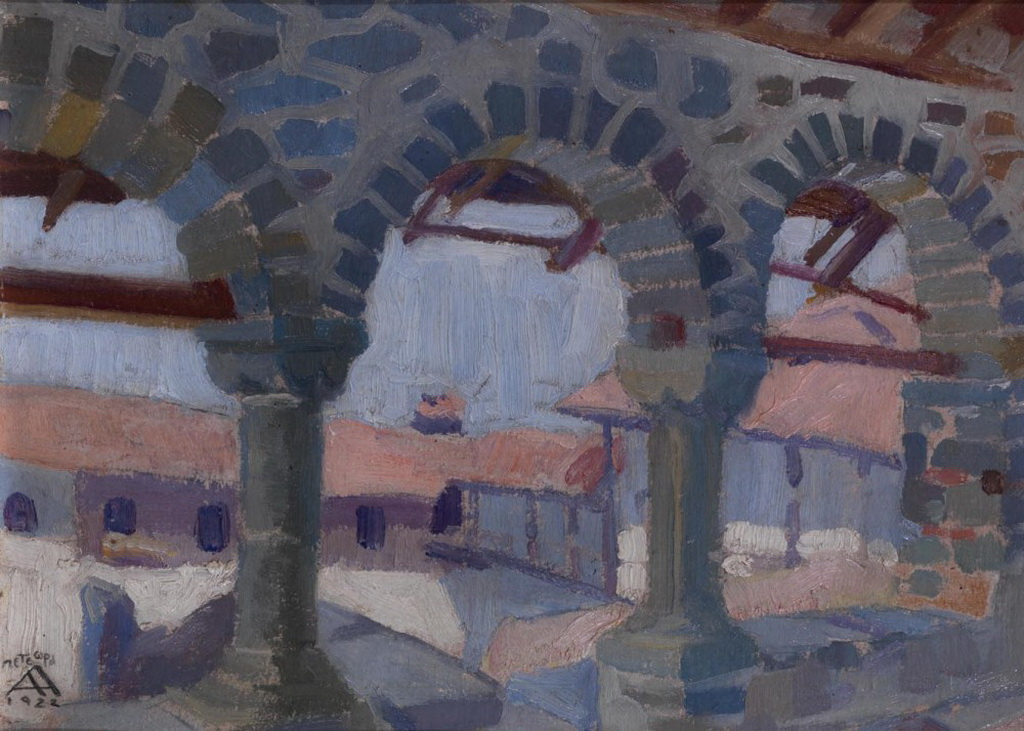
Метеора. (1922)

После того как художник Малеас уехал на остров Лесбос, Астериадис и Йолдасис обосновались в его ателье в Плаке. Чтобы заработать на жизнь художник работал в рекламной фирме GEO. В 1922 году Астериадис принял участие в групповой выставке фессалийских художников в Волосе, а в следующем году организовал персональную выставку в Афинах. В 1924 году он принял участие в групповой «Выставке десяти» в Афинах. В 1925 году Астериадис стал членом «Союза греческих художников» и в том же году был назначен преподавателем эскиза в гимназию западномакедонского города Гревена. В Македонии Астериадис оставался год. Он собрал и изучил рисунки своих учеников и через несколько лет (1933) издал их в альбоме детских рисунков. Параллельно с преподавательской работой он писал пейзажи и портреты. Одновременно в 1925 году художник организовал персональные выставки в Волосе и Ларисе.
В 1926 году он принял участие в выставке «Четырёх молодых» в Афинах и в следующем году организовал в столице свою персональную выставку. В 1928 году он издал в 200 экземплярах альбом «Дом Шварца в Амбелакии». (Альбом был переиздан в 1974 году). Принял участие в групповой выставке Союза греческих художников в Афинах в 1929 году. В 1930 году Астериадис принял участие в воссоздании авангардного художественного общества «Группа Искусство». В том же году он возглавил художественную дирекцию прокоммунистического журнала «Пионеры» и оставался на этом посту до 1932 года. В том же, 1930, году Астериадис организовал персональную выставку в Афинах и принял участие в групповой выставке в Лондоне. В 1931 году он подготовил проект росписи купола и мозаичного входа кафедрального храма Святого Николая Волоса и принял участие в групповой выставке в Афинах.
С 1931 по 1936 год преподавал рисунок в «Промышленной школе Афин». В 1933 году художник принял участие в трёх групповых выставках в Афинах. В 1934 году Астериадис принял участие в 19-й венецианской биеннале, где выставил свою работу «Пелион», организовал персональную выставку в Ларисе и принял участие в групповой выставке в Афинах. В том же году он подготовил эскиз мозаичной композиции Святых Константина и Елены для входа в казну Банка Греции. В том же, 1934, году художник посетил Париж и принял участие в съезде византинистов в Венеции. В 1935 году он подготовил эскиз мозаичной композиции для входа в афинский византийский храм Капникарея. В том же году Астериадис расписал Памятник погибшим в Македонии в Первую мировую войну сербским солдатам, принял участие в групповых выставках «Пяти» в Афинах, выставках греческих художников в Вене и Чикаго. 

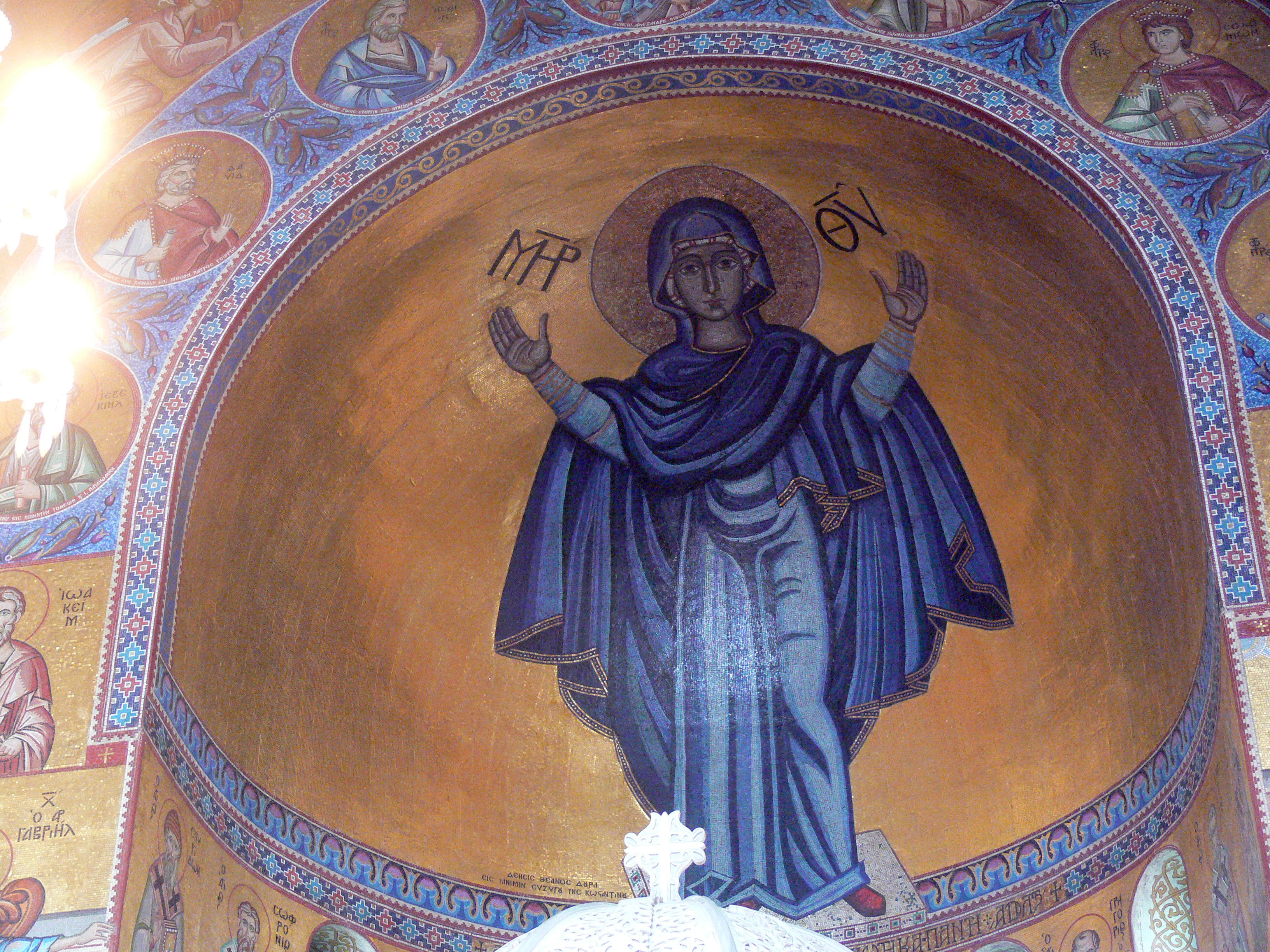
Мозаичный образ Богородицы в Храме Святого Константина в городе Волос

В 1936 году художник расписал восстановленный храм Успения Пресвятой Богородицы в Эпископи в общине Тегеи (ныне Триполис). В том же году Астериадис подготовил проект мозаичного образа Богородицы для нового храма Святого Константина в городе Волос. Храм был построен по проекту архитектора Аристотеля Захоса. Исполнение мозаики и конечный образ Богородицы принадлежит греческой художнице Элли Войла (Έλλη Βοΐλα-Λάσκαρη, 1908—1989). В том же, 1936, году Астериадис выставлял свои работы на групповых выставках «Общества Искусство» в Афинах и болгарской Софии.
В 1937 году, на Всемирной выставке в Париже, Астериадис получил Grand Prix в области книг литературы и искусства за альбомы «Дом Шварца в Амбелакии» и «Детские рисунки». На этой же выставке художник был награждён бронзовой медалью за свою живопись. В том же году Астериадис готовит декорации и костюмы для комедии Д. Коккоса «Судьба Марулы». Вместе с художником К. Тетталосом он исполнил декорации для пьесы «Победитель» Т. Синадиноса поставленной труппой М. Котопули. Астериадис победил на конкурсе на проект флага Аристотелева университета македонской столицы. В 1938 году он выполнил копию «Эпитафия» из Музея византийской культуры Салоник для Чикагского института искусств. В том же году художник организовал персональную выставку в Волосе и принял участие в «Панэллинской выставке» в афинском дворце Заппион.
В 1939 году Астериадис издал альбом с 20 литографиями, посвященными острову Хиос. Альбом был награждён на Афинской выставке книги 1939 года. В том же году расписал храм Святой Феодоры в Салониках, иллюстрировал книгу И. Папаставру « История Древней Греции от Персидских войн до смерти Александра Македонского» (для 2-го класса гимназии) и принял участие в «Панэллинской выставке» в Заппио. В начале 1940 года Астериадис принял участие в 22-й Биеннале Венеции, выставив работы «Остров Идра», «У источника», «Пейзаж Фигалии» «Равнина Флорины», «Храм Зевса Олимпийского», «Пейзаж Саламины», «Портрет», «Кифисия», «Афинский Акрополь», «Натюрморт», «Галаксиди». В том же году художник отправился на Афон, где писал копии византийских настенных росписей для Афинской Архиепископии.

## Оккупация и Сопротивление
В годы тройной, германо-итало-болгарской оккупации, Греции художник оставался в Афинах, подрабатывая в гончарной мастерской керамиста А. Кардиакоса и иллюстрируя рукописи. 
В 1942 году он расписал храм Богородицы в Трахонес Аттики. В том же году Астериадис примкнул к созданному Коммунистической партией Греции Национально-освободительному фронту. 
Его работы того периода носят отпечаток Сопротивления и служат Движению Сопротивления. 
В 1944 году он издал альбом «Шесть акварелей и две литографии». 
В 1945 году, по заказу Греческой почты, Астериадис исполнил памятную марку в честь сражения при Римини. 
В марте 1945 года Астериадис и С. Василиу организовали выставку своих ксилографий, выполненных в годы оккупации.

## Послевоенные годы
В период 1946—1947 художник иллюстрировал книгу С. Ксефлудаса «Люди мифа. Тетради с войны в Албании», а также календарь Элладской православной церкви. В этот же период Астериадис был членом жюри международных выставок Каира и Стокгольма.
В 1947 году принял участие в групповой выставке греческих художников в Стокгольме, а в следующем году в первой послевоенной «Панэллинской выставке».
В 1948 художник расписал часть храма Святого Дмитрия в Нео Фалиро Пирея, западную стену храма Святой Варвары в афинском пригороде Дафни, написал икону Святого Дмитрия для алтаря Базилики Святого Дмитрия в Салониках, и, в сотрудничестве со С. Василиу расписал восточную часть храма Святого Власия в Ксилокастро.
В 1949 году Астериадис написал иконы для алтаря храма Пророка Ильи в афинском квартале Паграти и храма Спасителя в его родной Ларисе. В том же году художник написал Пантократора в храме Святого Дмитрия в афинском квартале Кипсели.
С 1949 по 1952 годы Астериадис, вместе с Фотисом Захариу, расписывал храм Спасителя в Кипсели. В этот же период Астериадис принимал участие в деятельности общества живописцев «Группа Уровень», будучи его членом учредителем, и принял участие в четырёх групповых выставках «Группы». В 1950 году художник купил землю в пригороде Μаруси, где построил свой дом и мастерскую. В том же году Астериадис иллюстрировал учебник второго класса гимназии, расписал храмы Вознесения Девы Марии в афинском квартале Неа Эритрея и Святого Георгия в южноафриканском городе Бракпан.
В период 1952—1956 Астериадис иллюстрировал книги «Греческие герои» Чарльза Кингсли, «Боги Олимпа», учебник чтения 6-го класса начальной школы, Церковную историю для 5-го класса начальной школы, Историю Византийской империи для 5-го класса начальной школы, Ветхий завет для 3-го класса начальной школы и Новый Завет для 3-го и 4-го класса начальной школы, книгу Д. Геруланоса «Теодорос Клокотронис, душа Греческой революции».
В этот же период он расписал часовню «Фонда морских рабочих» и написал Богородицу в храме Святого Николая в городе Волос, написал иконы для иконостаса монастыря Мега Спилео, расписал центральные столпы храма Святого Николая в афинском районе Халандри и выполнил флаг Афинского университета
В 1952 году принял участие в «Панэллинской выставке», а в 1953 году в групповых выставках «Современное греческое искусство» в Риме и 11 греческих художников в канадской Оттаве.
В 1954 году принял участие в групповой выставке 16 греческих художников в Белграде, а в следующем году в групповой выставке греческих художников в шведском Гётеборге.
В 1957 году принял участие в «Панэллинской выставке».
В период 1957—1958 Астериадис расписал часть храмов Святого Дмитрия в центре подготовки новобранцев военно-морского флота в Скараманга и Святого Афанасия в Риза Тегеи.
В 1959 году организовал персональную выставку в Афинах, принял участие в международной выставке в Тунисе, в 5-й Биеннале бразильского Сан-Паулу, 3-й Биеннале в египетской Александрии, в групповой выставке в нью-йоркском Музее Гуггенхайма.
В 1959 году он расписывает часовню Святого Виссариона в Ларисе.
С этого года и на протяжении нескольких лет, он преподавал свободный рисунок в Технологическом институте группы школ Константина Доксидиаса.
В 1960 году принял участие в групповой выставке, в рамках греческой недели в Германии, организовал персональную выставку в Навплионе, принял участите в «Панэлинской» выставке в Заппио.
В следующем году состоялась выставка ретроспектива работ художника в Афинском технологическом институте.
В 1962 году принял участие в выставке «Современное греческое искусство» в Бухаресте, в международных выставках «Bianco e Nero» в Лугано и в немецком Линен, в групповой выставке «Греческое искусство» в Белграде и организовал персональную выставку в Афинах.
В 1963 году принял участие в «Панэллинской выставке» в Заппио, в выставке «Современное греческое творчество» в Москве, в групповой выставке греческой живописи в Белграде.
В период 1964—1965 Астериадис был назначен членом Художественного комитета по вопросам церковного искусства, при министерстве просвещения.
В 1964 году принял участие в групповой выставке Современная греческая живопись в Брюсселе, а в следующем году в аналогичной выставке в аргентинском Буэнос-Айресе.
В 1965 году был награждён Золотым крестом Королевского ордена Георга I.

## Последние годы
В 1966 году Астериадис организовал персональные выставки в Афинах и Ларисе, а в следующем году принял участие в «Панэллинской выставке» в Заппио.
В 1968 году Астериадис иллюстрировал книгу С. Мавроиди-Пападаки «Истории из Византии» и книгу митрополита А. Кантониса «Великие люди церкви», а в 1971 году книгу Э.Валавани «В Мистра Палеологов».
В 1970 году организовал персональную выставку и принял участие в групповой выставке в Лефкосии (Республика Кипр).
В 1974 году был повторно издан альбом «Дом Шварца в Амбелакии».
В 1976 году, за год до смерти художника, Национальная галерея Греции организовала большую выставку ретроспективу работ художника.
В 1977 году Астериадис иллюстрировал книгу Э. Валавани «Путешествие в Навплион», которая получила первую премию лучшей греческой книги года.
Астериадис умер в Афинах 17 декабря 1977 года. Был похоронен в семейном склепе Колеттисов на Первом афинском кладбище. Через 5 лет его останки были перезахоронены в Ларисе, возле могилы его жены.
После смерти художника, выставки его произведений были организованы в Афинах в 1978 году, на его родине в Ларисе (1984), в Афинах (1987 и 1998) и в Патрах (1998).
В 1978 году работы художника выставлялись также в американском Chrysler Museum of Art.
В 2011 году Музей Бенаки организовал выставку 150 работ Астериадиса, характеризуя его как одного из самых видных представителей «Поколения тридцатых».
В 1980 году муниципалитет Ларисы дал имя художника улице на которой стоит дом Астериадисов.

## Работы
Астериадис был скромным, вежливым и приветливым человеком, был строг к себе, но кроток и честен по отношению к окружающим. Будучи неутомимым работником, трудно удовлетворяемый своей работой, Астериадис не только избегал показухи, но и минимально необходимой ссылки на своё лицо при выставлении работ. 
Он пытался сочетать в своих работах греческую народную традицию, духовность византийской иконописи и принципы кубизма и других художественных течений начала 20-го века. Его работы, как правило двумерные, но это не означает, что они лишены реализма. Его тематика варьирует от загородного и городского пейзажа до портрета, натюрморта и обнажённой человеческой натуры. 
Всё это он передаёт с характерным личным стилем, в котором сосуществуют элементы византийской традиции, народного искусства и наивного искусства, с использованием своеобразной перспективы. В его работах прослеживаются также некоторые элементы кубизма и сюрреализма. 
Художник, иконописец и гравер искал свою тематику и вдохновение в греческой природе и городах, в греческой древности, в Византии, в народном и детском искусстве, не теряя чувства равновесия и собственного письма. В пейзажах часто использовал акварель.
Художник писал: 

«Меня конечно интересует композиция, объём, чистый цвет, и, несмотря на то, что я описательный художник, тема для меня вторична, это всего лишь повод.»

И далее:

«В моей работе, влияние детской и византийской живописи, пост-византийского и народного искусства смешаны. Я не могу различить, если одно из них доминирует над другим. Я подвергся их влиянию, но сохраняю свой личный стиль.»

Своё художественное кредо Астериадис выразил после войны следующим образом : 

«Моё поколение много потрудилось, чтобы освободиться от удушливой атмосферы Мюнхенской школы. Много потерянного времени. Почти десять лет борьбы, чтобы стряхнуть с себя Академию, битум и прусское синее. Новые поиски в искусстве мы получаем из иностранных журналов, попадающих в наши руки. Что толку ? Это не мы. Наше убежище – византийская иконопись, которой мы многим обязаны, ребёнок, большие поверхности церквей.». 

Работы Астериадиса хранятся и выставляются в Национальной галерее Греции, в Муниципальной галерее Афин, в Муниципальной галерее Ларисы, в Галерее Авероф, в муниципальных галереях городов Фессалоники, Родос и Патры, в коллекциях Кутлидиса и Фонда А.Левендиса, культурных фондов Банка Греции, Национального банка Греции, Сельскохозяйственного банка Греции, Ионического банка, Византийского музея Афин, Музея Ворре, Музея Вуроса-Эвтаксиаса, Афинского политехнического университета, министерства Просвещения, 
Афинского университета, Аристотелева университета в Салониках, Чикагского университета, муниципалитета города Волос, Промышленной школы Афин, Торгово-промышленной палаты Салоник, Нью-Йоркского музея современного искусства, Музея современного искусства в Белграде и многих других частных коллекциях.